# Charles Mehan
Charles Thomas Mehan (15 de maio de 1896 — 11 de agosto de 1972) foi um jogador de rugby union estadunidense, campeão olímpico.

## Carreira
Enquanto frequentava a Universidade da Califórnia em Berkeley, jogou pelo California Golden Bears. Mehan integrou a equipe da Seleção dos Estados Unidos que conquistou a medalha de ouro nos Jogos Olímpicos de Verão de 1920 em Antuérpia. Na partida disputada no Estádio Olímpico em 5 de setembro de 1920, a seleção americana derrotou a favorita francesa por 8–0. Ele jogou um total de duas partidas pela seleção dos EUA sem marcar nenhum ponto. Além da final do torneio olímpico, voltou a jogar contra os franceses no dia 10 de outubro do mesmo ano. Juntamente com outros medalhistas de ouro do rugby union, ele foi incluído no Hall da Fama do IRB em 2012.